# Ministerium für Integration Baden-Württemberg
Das Ministerium für Integration Baden-Württemberg war ein Ministerium in der Verwaltung des Landes Baden-Württemberg. Es wurde nach dem Regierungswechsel 2011 neu gegründet. Bis zum Ende der Legislaturperiode im April 2016 war Bilkay Öney Ministerin. Ministerialdirektor war von 2013 bis 2016 Wolf-Dietrich Hammann. Mit dem  Regierungswechsel wurde das Ministerium wieder abgeschafft, den Aufgabenbereich Migration und Integration teilten sich bis 2021 das Innen- und das Sozialministerium und seit 2021 das Justiz- und das Sozialministerium.